# Isola Ruia
L'isola Ruia è un'isola del mar Tirreno situata a ridosso della costa nord-orientale della Sardegna tra la punta di Tamarigio e la punta Aldia.

Appartiene amministrativamente al comune di San Teodoro.